# غوتورم بيرغ
غوتورم بيرغ (بالنرويجية البوكمول: Guttorm Berge)‏ هو متزحلق جبال الألب نرويجي، ولد في 19 أبريل 1929 في أوبلاند في النرويج، وتوفي في 13 مارس 2004 في باروم في النرويج.

## وصلات خارجية
- غوتورم بيرغ على موقع الاتحاد الدولي للتزلج (التزلج على المنحدرات الثلجية) (الإنجليزية)
- غوتورم بيرغ على موقع أوليمبيديا (الإنجليزية)